# Will We Talk?
Wiil We Talk? is een nummer van de Britse zanger Sam Fender uit 2019. Het is de zesde single van zijn debuutalbum Hypersonic Missiles.
Zoals meerdere nummers op het album Hypersonic Missiles, is "Will We Talk?" beïnvloed door Bruce Springsteen, van wie Fender groot fan is. Het nummer, dat een opvallend vrolijk geluid kent, haalde in het Verenigd Koninkrijk de 43e positie, waarmee het het iets beter deed dan voorganger Hypersonic Missiles. Ook in Duitsland werd het nummer een grote radiohit, desondanks bereikte het daar geen hitlijsten. Ook in Nederland bereikte het nummer geen hitlijsten, terwijl in Vlaanderen de 22e positie in de Tipparade werd gehaald.